# Typhlomangelia fluctuosa
Typhlomangelia fluctuosa is een slakkensoort uit de familie van de Borsoniidae. De wetenschappelijke naam van de soort is voor het eerst geldig gepubliceerd in 1881 door Watson.